# Grindu, Ialomița
Grindu là một xã thuộc hạt Ialomița, România. Dân số thời điểm năm 2002 là 2438 người.